# Jean-Jacques Henner

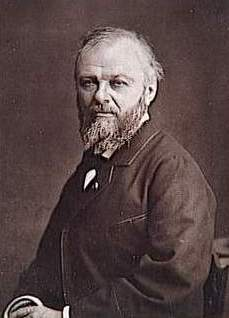
Jean Jacques Henner
Foto von René Dagron

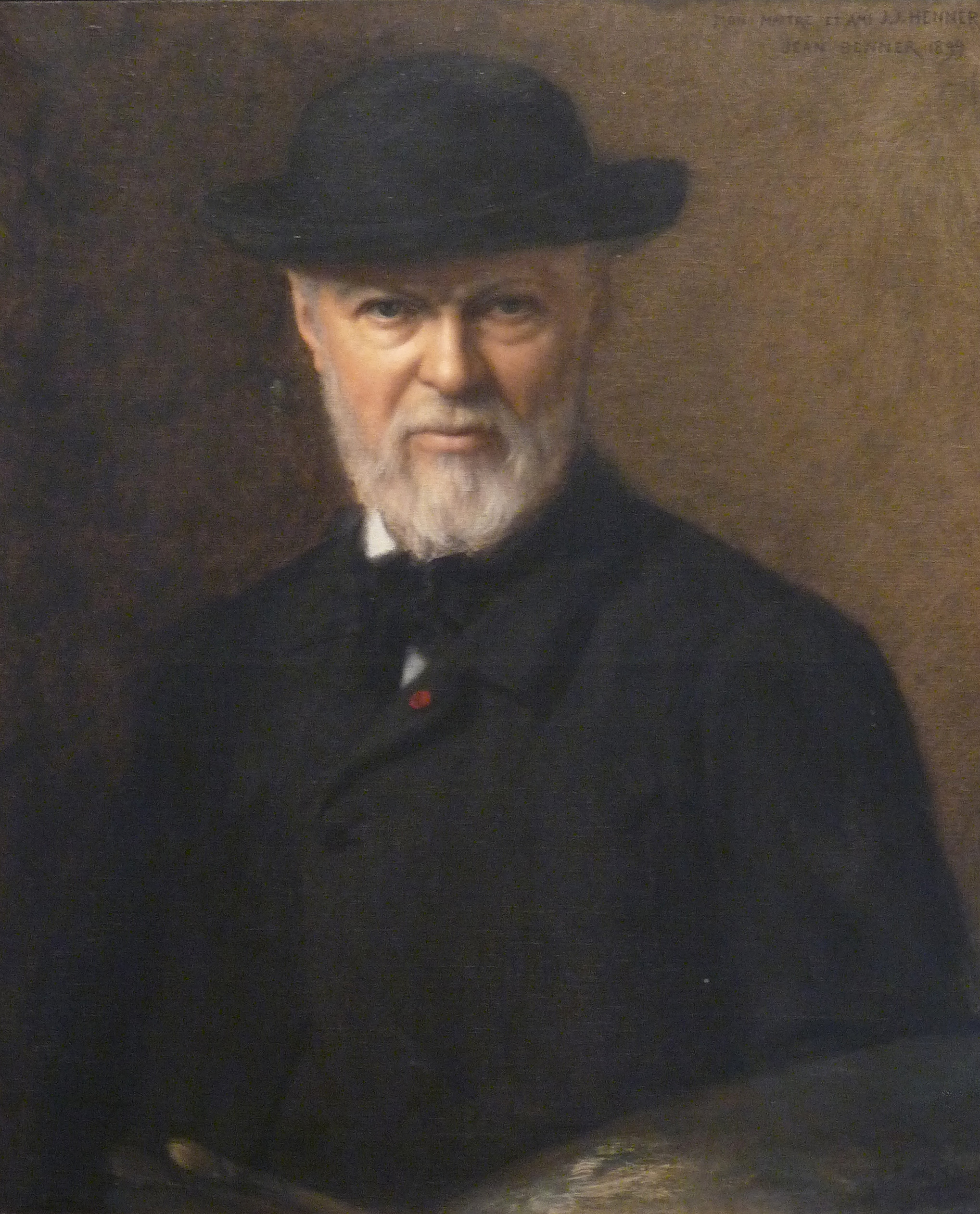
Porträt des Malers Jean-Jacques Henner von Jean Benner (1899)

Jean-Jacques Henner (* 5. März 1829 in Bernweiler, Elsass; † 23. Juli 1905 in Paris) war ein französischer Maler des akademischen Realismus.

## Leben
Der aus einer Bauernfamilie im Sundgau stammende Henner erhielt zunächst Zeichenunterricht bei Charles Goutzwiller (1810–1900) in Altkirch. Später wechselte er an die École des Beaux-Arts in Straßburg, um im Atelier von Gabriel-Christophe Guérin (1790–1846) Malerei zu studieren. 1846 zog er nach Paris und wurde an der dortigen École des Beaux-Arts zunächst Schüler von Michel-Martin Drolling und ab 1851 von François-Édouard Picot. Während dieser Zeit arbeitete überwiegend an Porträts, zu denen auch seine Familie und andere Personen seiner Heimat im Elsass gehörten.
Gefördert durch seine Lehrer nahm Henner 1858 an einer Ausstellung der Académie Française teil. Mit seinem Werk Adam und Eva finden den Leichnam Abels gewann er den Prix de Rome, mit dem ein Studienaufenthalt in der Villa Medici in Rom verbunden war. Henner blieb bis 1865 in Italien und widmete sich vornehmlich dem Studium der Werke Tizians und Correggios. In dieser Zeit spezialisierte er sich auf die Darstellung nackter Frauengestalten in landschaftlicher Umgebung, deren Umrisse verschwommen im Halbdunkel oder Dämmerlicht gemalt sind.
Nach seiner Rückkehr nach Paris widmete sich Henner neben diesen, meist mythologischen Frauengestalten auch wieder der Porträtmalerei. Durch seine naturgetreue Malweise erreichten diese Porträts beim Publikum des Fin de siècle große Beliebtheit. Heute sind viele seiner Werke im Pariser Musée Jean-Jacques Henner zu sehen. Eines seiner berühmtesten Werke ist das Porträt einer Elsässerin in Tracht L'Alsace. Elle Attend (Elsass. Sie wartet), welches er 1871 im Auftrag einer Gruppe von Industriellengattinen aus Thann malte, die es Léon Gambetta schenkten. Das Bild symbolisiert das verlorene Elsass und wurde sehr populär in der Dritten Republik.
1876 bekam Henner einen Auftrag von Louis Pasteur, dessen Tochter Marie-Louise zu porträtieren. Pasteur nahm an vielen Sitzungen teil, weil er gern mit Henner plauderte, später malte Henner auch ein Porträt von Pasteur selbst. Sie wurden Freunde und Henner besuchte Pasteur in dessen Heimatort Arbois.
In Mülhausen (Elsass) ist eine Straße nach ihm benannt.

### Ein Atelier für Damen
Bis 1897 wurden Frauen nicht zu den Kunstakademien zugelassene, der Hauptgrund waren die nackten männlichen Modelle. 1874 schlug der Maler Émile Auguste Carolus-Duran Jean-Jacques Henner vor, ein Atelier für Frauen zu gründen. Sie unterrichteten viele Frauen, als das Atelier 1889 geschlossen wurde, setzten mehrere der Schülerinnen ihr Studium im Atelier Henners an der Place Pigalle fort. Unter seinen Schülerinnen waren Louise Abbéma, Ottilie Roederstein, Madeleine Smith, Marie Petiet und Dorothy Tennant.

## Werke (Auswahl)
- Die keusche Susanna oder Susanna im Bad (1864), Musée d’Orsay
- Biblis in eine Quelle verwandelt (1867), Musée des Beaux-Arts Dijon
- Die Frau auf dem schwarzen Diwan (1869), Musée Jean-Jacques Henner
- Das Idylle (1872), Musée d’Orsay
- Der barmherzige Samariter (1874), Musée Jean-Jacques Henner
- Der tote Christus (1876), Musée Jean-Jacques Henner
- Die Najade (1877), Musée d’Orsay
- Christus im Grab (1879), Musée d’Orsay
- Nymphe, sich über das Wasser beugend (1881), Musée Jean-Jacques Henner
- Die lesende Frau (1883), Musée d’Orsay

## Abbildungen
(Auswahl)

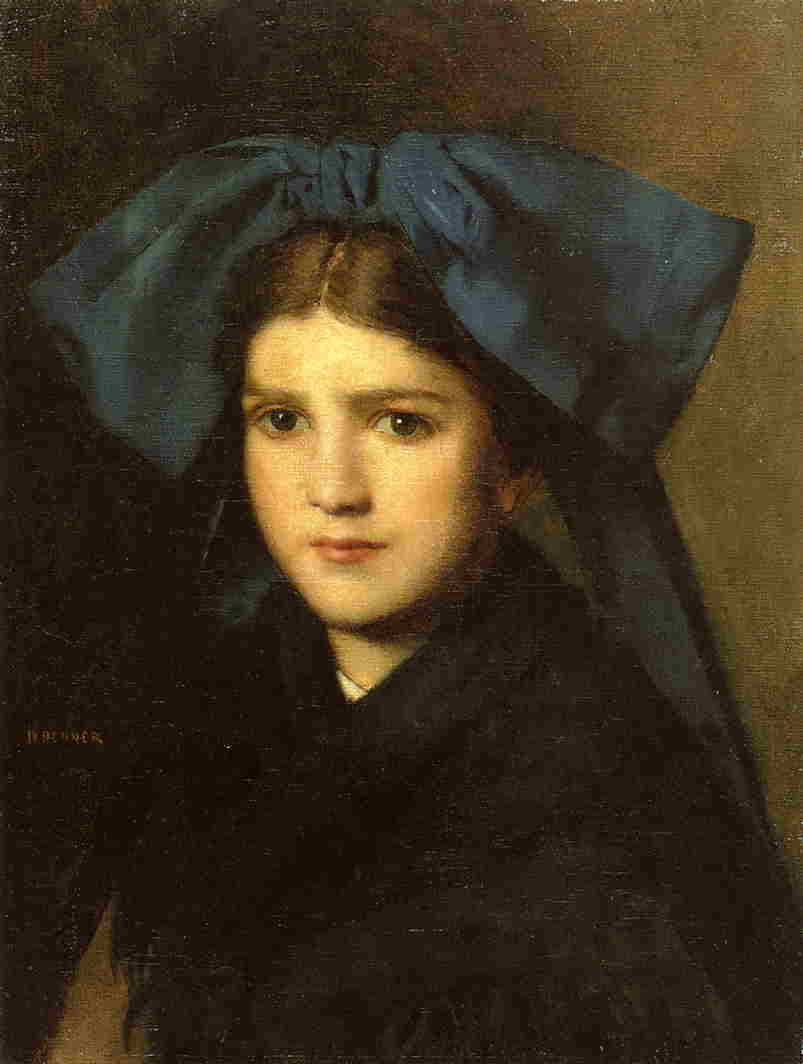
Junges Mädchen mit Schleife im Haar
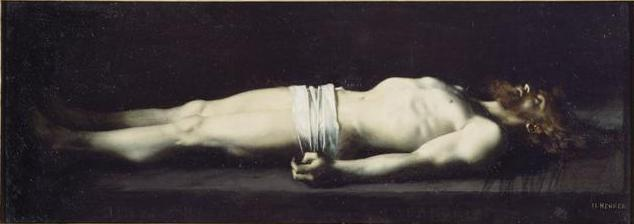
Christus im Grab
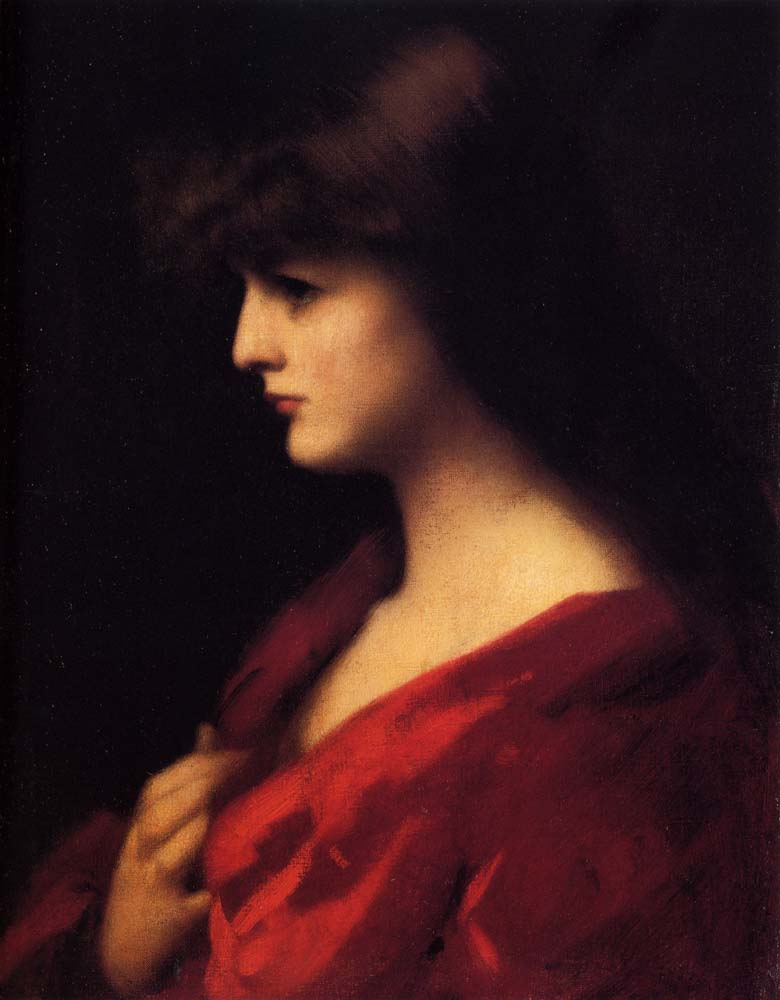
Die Frau in Rot
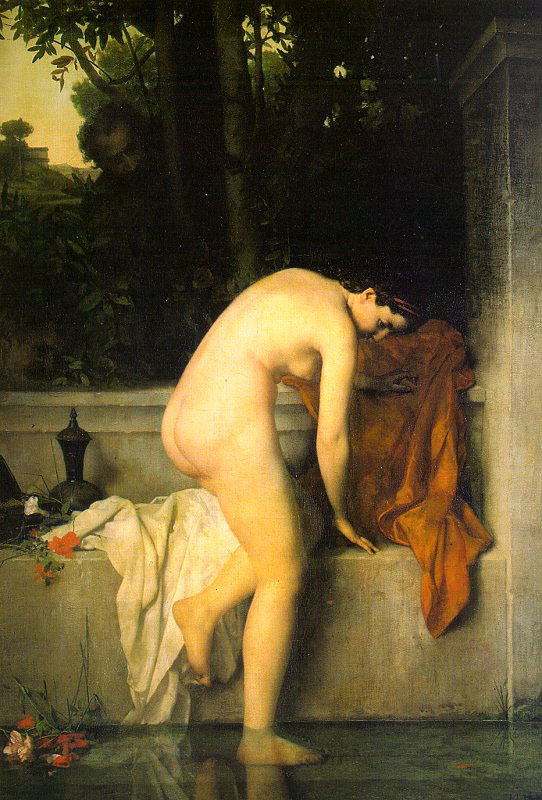
Die keusche Susanna
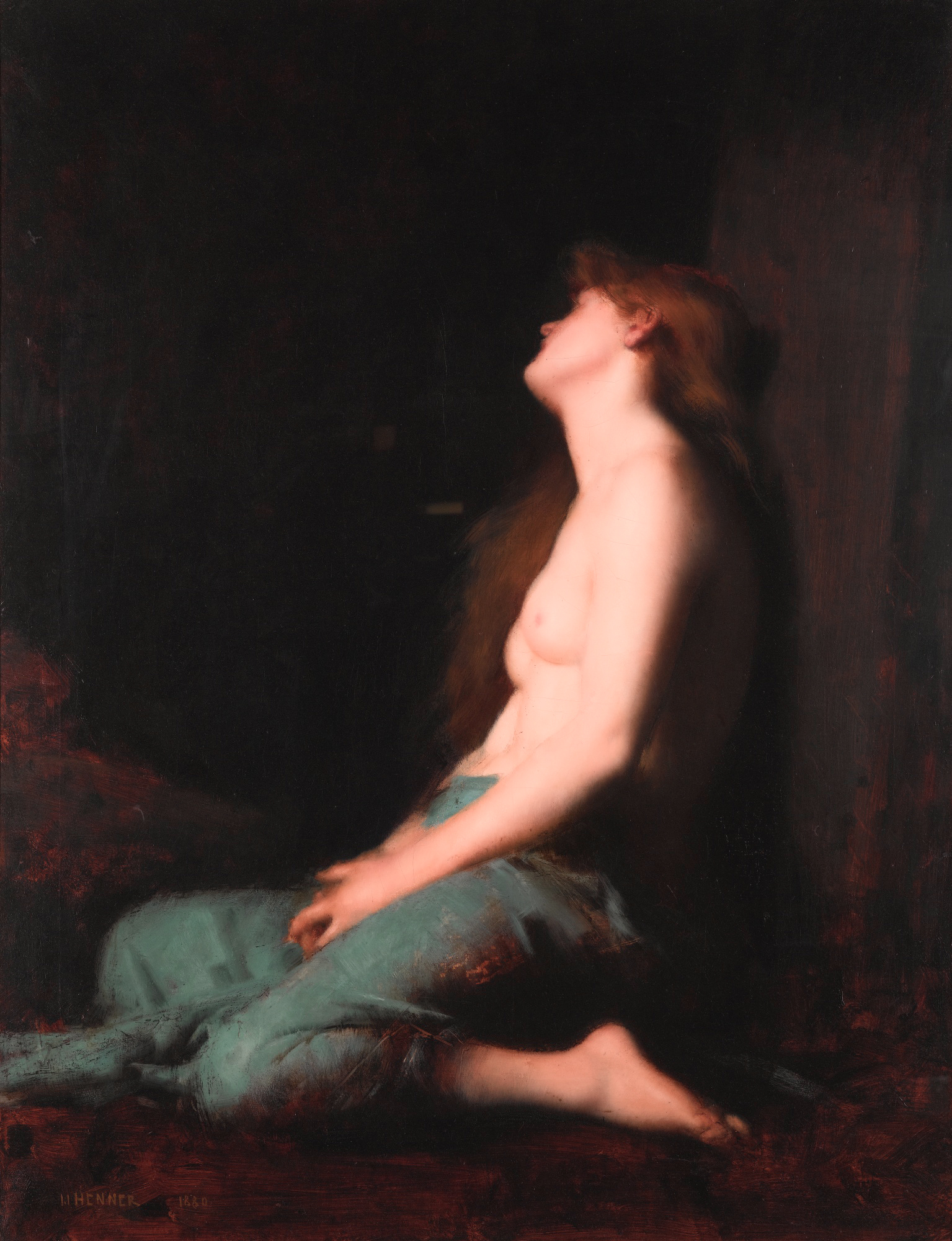
Solitude
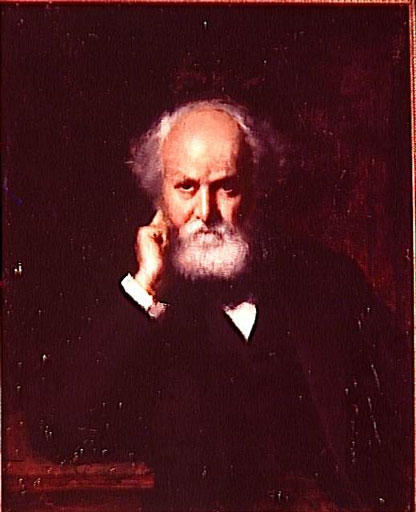
Porträt Jules Janssen
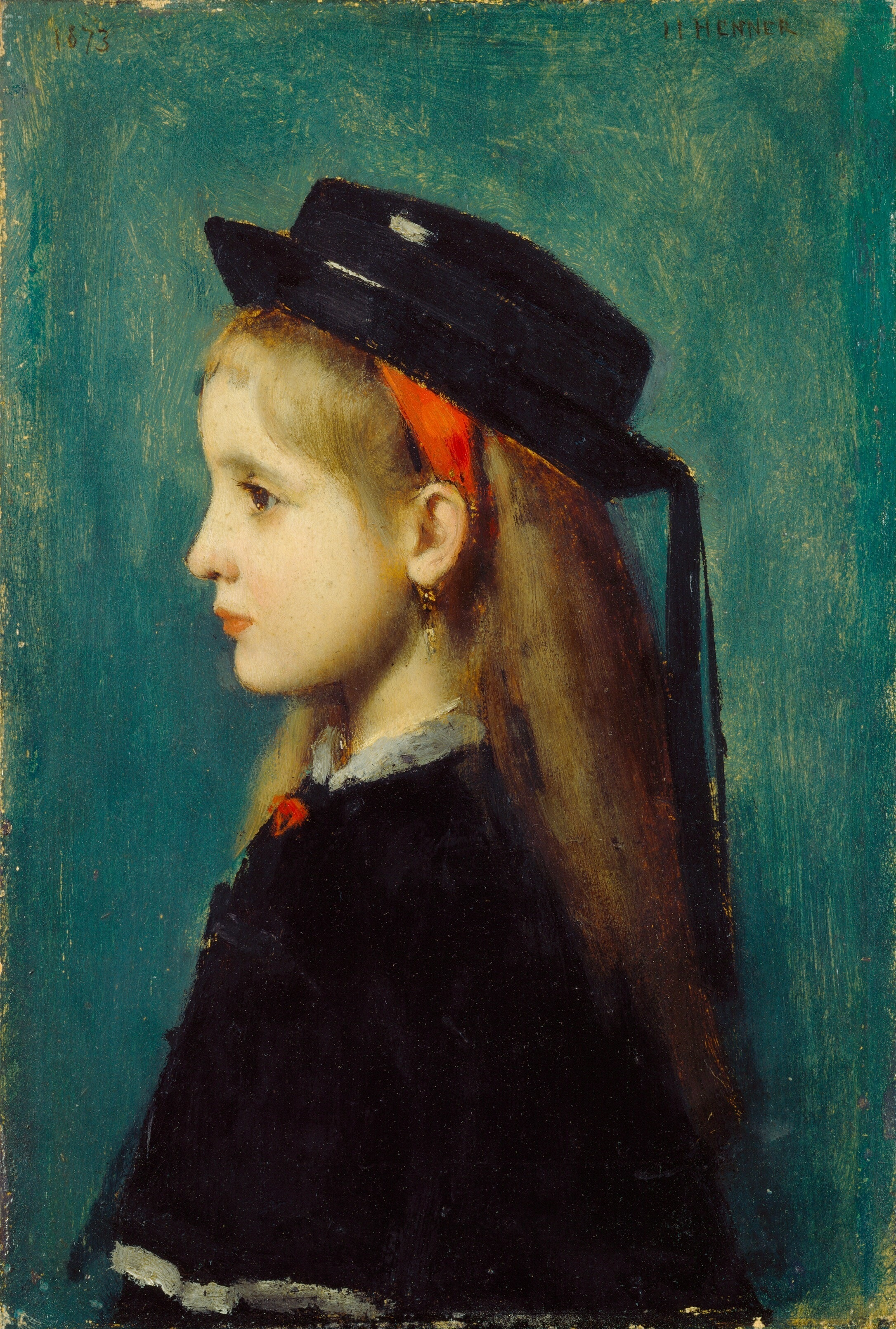
Elsässer Mädchen
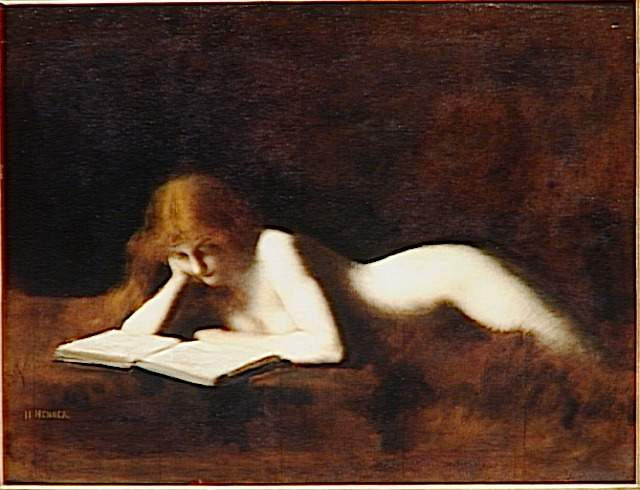
Die Lesende
Schlafender Jüngling nach dem Bad
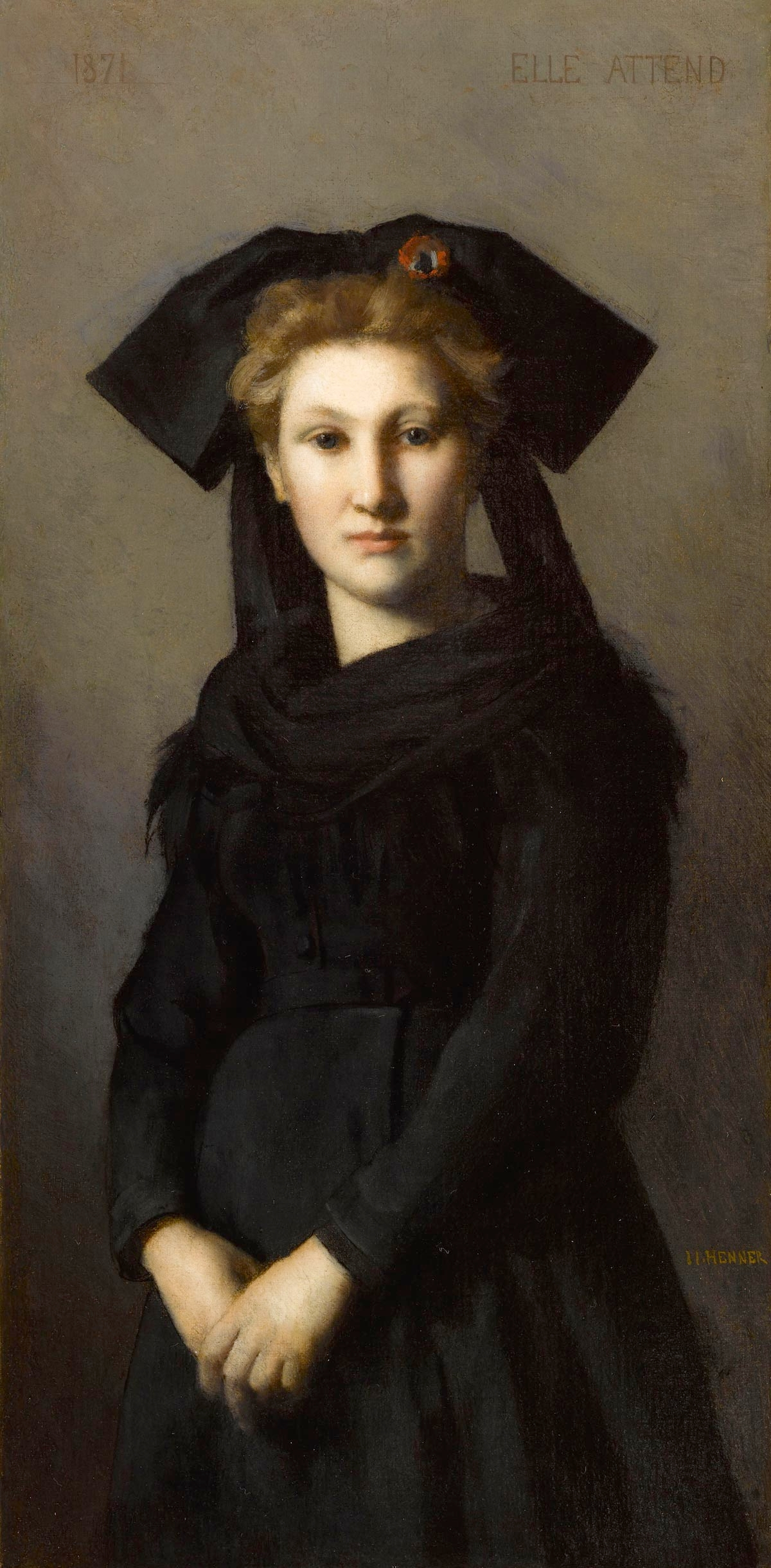
Alsace. Elle attend